# Pukka
Pukka är en sjö i Finland. Den ligger i kommunen Kuusamo i landskapet Norra Österbotten, i den nordöstra delen av landet, 700 km norr om huvudstaden Helsingfors. Pukka ligger 254,4 meter över havet. Den är 10,5 meter djup. Arean är 1,24 kvadratkilometer och strandlinjen är 7,99 kilometer lång. Sjön  ingår i Ijo älvs huvudavrinningsområde. 